# Кобергер, Антон
Антон Кобергер (нем. Anton Koberger, также Koburger, Coberger, Coburger; ок. 1440, Нюрнберг — 3 октября 1513, Нюрнберг) — нюрнбергский печатник, издатель и книготорговец эпохи инкунабул.

## Биография

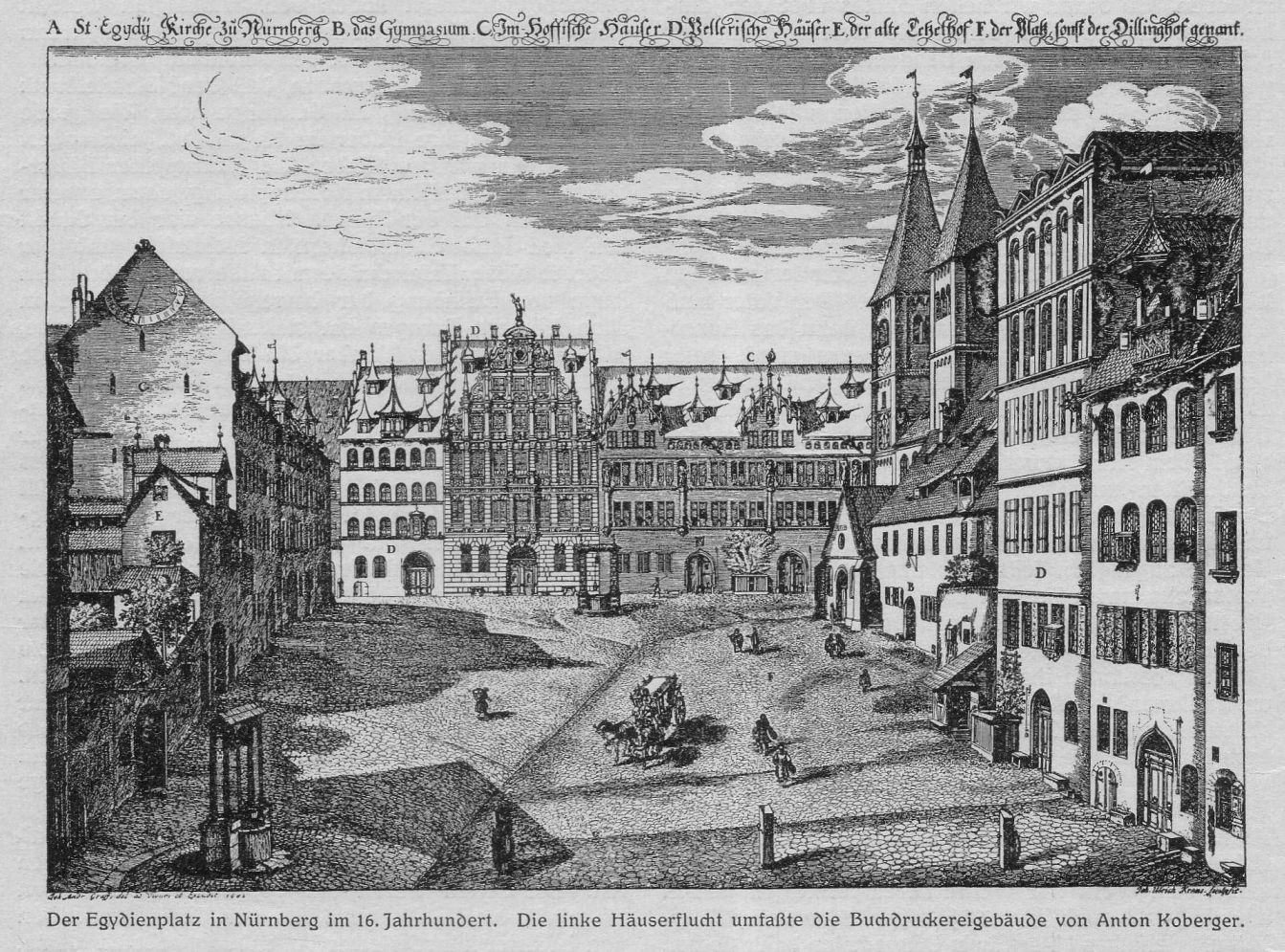
Эгидиенплатц (Нюрнберг). Слева дома, в которых размещалась печатня Кобергера

Антон Кобергер родился в семье нюрнбергских пекарей. О его ранних годах, образовании и становлении нет данных. Его имя впервые появляется в нюрнбергских городских документах в 1464 году. С 1470 года он был женат на Урсуле Инграм, а после её смерти в 1491 году женой Кобергера стала Маргарете Хольцшуер. Обе его жены происходили из семей нюрнбергских патрициев и родили 25 детей, из которых 13 пережили своего отца.
В 1470 году Кобергер основал типографскую мастерскую, которая позднее стала самой большой в Европе: с 24 печатными станами, где работало около 100 подмастерьев (печатников, наборщиков, словолитчиков, иллюстраторов). Эти цифры названы Иоганном Нойдорфером в его книге «Nachrichten von den vornehmsten Künstlern und Werkleuten von Nürnberg» («Сообщения о самых знаменитых художниках и работниках Нюрнберга», 1546). Гебхардт утверждает, что в нюрнбергском доме Кобергера не могли бы поместиться 24 печатных машины, и поэтому эта цифра, так же, как и рассказ о 100 работниках, вероятно, преувеличение.
С ростом производства, мастерская Кобергера получила значение, выходящее за рамки одного региона. Он установил связи с другими компаниями и открыл филиалы своей мастерской по всей Европе (в Венеции, Милане, Париже, Лионе, Вене). Кобергер гарантировал себе регулярный сбыт, издавая популярные книги. Снижения производственных расходов он добивался унификацией шрифта и набора. Кроме того, Кобергер владел по крайней мере двумя мельницами, на которых вырабатывалась бумага.
В 1488 году он был «призван» в Большой Совет города Нюрнберга и, таким образом, стал одним из патрициев города. Начиная с 1504 года, Кобергер в основном занимался книжной торговлей. Издание книг он поручал иностранным компаниям.
Антон Кобергер умер 3 октября 1513 года и был похоронен на кладбище Иоанна в Нюрнберге. Наследники не смогли так же успешно продолжить его дело. В 1526 году типография была закрыта, а шесть лет спустя прекратила существование и книготорговля Кобергера.

## Произведения

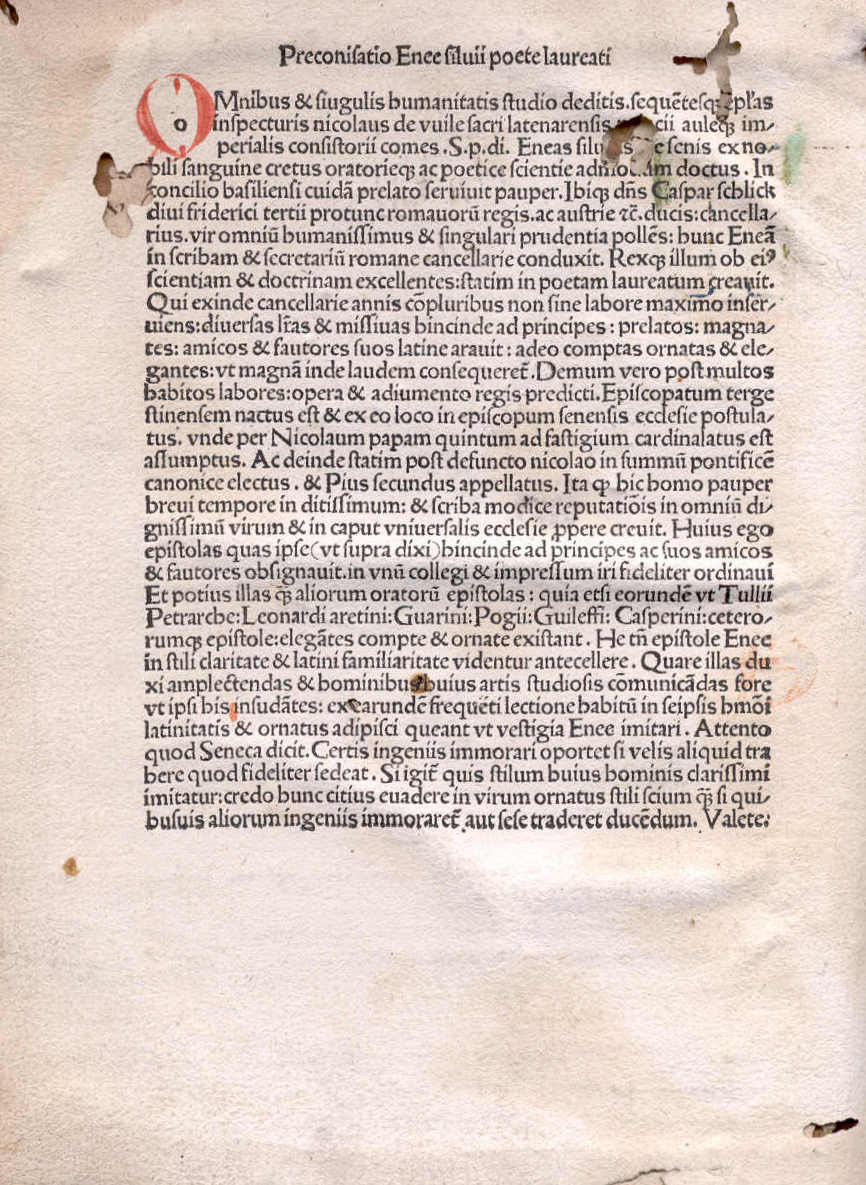
Энеа Сильвио Пикколомини, письма. Отпечатано Антоном Кобергером в Нюрнберге (1496)

В нюрнбергской типографии Кобергера к 1500 году было отпечатано около 250 книг. Несмотря на то, что только в 1473 году впервые имя типографа появляется на продукции его мастерской, предполагается, что издательство книг началось вскоре после основания своей типографии в 1470 году. Самое раннее известное издание предприятия Кобергера Manuale confessorum Иоганна Нидера (1471).
Кобергер издавал, прежде всего, теологические, философские, канонические и юридические сочинения на латинском языке. Печатал он также исторические произведения (например, Vitae pontificum Платины), литургические (Dominikanerbrevier 1485; Missale Ratzeburgense 1493) и Библию. Литература классическая и гуманистическая печаталась в его типографии лишь изредка.
Издания на немецком языке, отпечатанные в типографии Кобергера, не столь многочисленны, но, тем не менее значимы. Одним из самых важных изданий считается вышедшая в 1483 году двухтомная Библия, называемая нем. Koberger (Koburger)-Bibel. Она напечатана швабахером и иллюстрирована гравюрами на дереве из Kölner niederdeutschen Bibel. Schatzbehalter (полное название «Сокровищница, или Собрание подлинных богатств спасения и вечного блаженства») францисканца Штефана Фридолина, библейское обозрение с 96 гравюрами на дереве размером «в лист», также считается одной из самых важных работ мастерской Кобергера. Для иллюстрирования книги Фридолина Кобергер привлёк нюрнбержца Михаэля Вольгемута. Сотрудничество типографа и художника продолжилось: Вольгемут вместе со своим пасынком Вильгельмом Плейденвурфом работали над иллюстрированием «Книги хроник» Хартмана Шеделя,. Для этого издания (вышло на немецком и латинском языках) было выполнено 1809 гравюр. 
Выдающимся произведением считается «Апокалипсис» (1498) с пятнадцатью ксилографиями в целый лист, выполненными Альбрехтом Дюрером. Работа над этим изданием принесла художнику широкую известность за пределами родного города. В типографии Кобергера были также напечатаны немецкоязычные Arzneibuch (1477) и двухтомное издание Heiligenleben oder die Schwäbische Chronik.